# Tamer Hosny
Pour les articles homonymes, voir Tamer.
 (mars 2010).
Si vous disposez d'ouvrages ou d'articles de référence ou si vous connaissez des sites web de qualité traitant du thème abordé ici, merci de compléter l'article en donnant les références utiles à sa vérifiabilité et en les liant à la section « Notes et références ».
Tamer Hosny (en arabe : تامر حسني), de son vrai nom Tamer Hosny Sherif Abbas Farghaly, né le 16 août 1977 au Caire, est un chanteur, musicien, auteur-compositeur et acteur égyptien.

## Biographie
Son père est égyptien et sa mère syrienne vit en Égypte. Étant jeune, son rêve est de devenir footballeur mais ce fut un échec. Il décide alors, avec le soutien de sa mère, de se lancer dans la chanson classique, illustrée par des artistes comme Abdel Halim Hafez ou Farid El Atrache.
Adolescent, il compose des chansons, d'abord au piano puis à la guitare. Il se met à l'écriture, à la composition et à l'arrangement musical de chansons.
À l'âge de 17 ans, il demande à son père de revenir près de lui car il veut réaliser le rêve de ce dernier en devenant célèbre. En effet, à 18 ans, lors d'une soirée où il chante à l'occasion de l'anniversaire d'un ami, il fait la rencontre de Nasr Mahrous (ar) qui le repère et lui permet de participer à une émission de la chaîne Al-Nil Lel Monawat. C'est à la suite de cette émission qu'il a l'occasion d'enregistrer son premier single Habibi Wenta Ba3eed en 2001.
En 2002 il chante en duo avec Sherine Abdel Wahhab, une amie d'enfance.
En novembre 2004, le premier album Hobb séduit la critique. Il devient à la fois chanteur, compositeur et acteur interprète. Il écrit l'histoire du film Omar Wa Salma, une histoire inspirée, selon Tamer « d'après une brève rencontre avec l'un des membres de son comité d'accueil qui assurait son séjour à Marrakech ». Il s'agit du jeune casablancais Mehdi Makhchane, passionné du milieu du cinéma et de la chanson égyptienne. Omar Wa Salma, est réalisé en 2004 par le réalisateur Akram Farid et Tamer y interprète un des personnages principaux. Le film est un succès et sera suivi de deux autres volets quelques années plus tard; Omar Wa Salma 2 et Omar Wa Salma 3.

### Vie privée
En 2006, il est arrêté par les autorités puis condamné à un an de prison pour avoir falsifié des documents afin de déroger au service militaire. Il est libéré 6 mois après.
Lors de la révolte égyptienne au début de l'année 2011, il soutient Hosni Moubarak avant de tenter de se joindre aux manifestants de la place Tahrir quelques jours plus tard, mais ceux-ci ne lui pardonnent pas son opportunisme et le chassent.
En 2012, il se marie avec la chanteuse marocaine Bassma Boussel. Leur première fille Talia Tamer Hosny naît le 4 mai 2013 aux États-Unis et a la nationalité américaine. Le couple a une deuxième fille Amaya le 3 mai 2015. En octobre 2018, Bassma Boussel accouche d'un petit garçon nommé Adam.

## Discographie[7]

### Albums
- 2001 : Oulou Lee
- 2002 : Free Mix 3

Song' Law Kont Nsit"
Song' Haget Alemtahélk"
Song' La Insa"
Song' Rahet Habibtii"
Song' Habibi w Enta Baiid"
Song' Law Khayfa"
- 2002 : Y Bintang" Song' Hia ih LHayet"
- 2004 : Hob"
- 2005 : Free Mix 4

Song' Hodhn Al Gharib"
Song' Oyoùno Dar"
- 2006 : Inayà Bithebak
- 2007 : Ya Bent El Ih
- 2007 : El Gana Fi Byoutna
- 2008 : Arab Kamén
- 2009 : Ha3ech Hayati, Alam El Phan
- 2010 : Ikhtart Sah, Alam El Phan
- 2011 : Elly Gay Ahla, Alam El Phan
- 2012 : SMILE
- 2012 : Song' Bént Ladhina
- 2013 : Bahebbak Enta
- 2014 : 180°
- 2016 : Omry Ebtada
- 2018 : Eish Beshoak
- 2020 : Khaleek Foladhi
- 2020 : Song' Lina Hayet Baadiin
- 2022 :     Ashanjii عشأنجي

```
* 
2023
 : 
Alaamin Concert

* 
2024
 : 
Hérmoun Saada

* 
2025
 : 
Lina Maad
```

Thanks.
By Mohamed Jmel: +21626905225

### Singles
- 2009 : Ehna Masryeen Bgd
- 2009 : Mahadesh Ye2olly
- 2010 : Awel Yom
- 2011 : Shofy Ba2a
- 2011 : Dehketha Mabethazarsh
- 2011 : Malesh Baadak
- 2011 : Ana Khayef
- 2012 : Bahebk Ya Masr
- 2012 : Set El Habayeb
- 2012 : Men Tani Youm Fi Fora2na
- 2012 : Ohdonny Awy
- 2015 : Kol Haga Bena
- 2015 : Hakoullak Kelma
- 2016 : Rehlet El Hayah
- 2017 : Wara El Shababik (avec Elissa)
- 2018 : 100 Wesh
- 2019 : Right Where I'm Supposed to Be (avec Avril Lavigne, Luis Fonsi, Hussain Al Jassmi, Assala Nasri et Ryan Tedder)
- 2019 : Fark Kebir (avec Nancy Ajram)
- 2019 : Ehna Geel Gded
- 2019 : Helw El Makan
- 2020 : Duaa An Rafea El Balaa
- 2020 : El Lahza El Helva
- 2020 : Wenta Ma'aia (avec Khaled, Abdel Fattah El Grini et Balti)
- 2020 : Ekhteraa (avec Mahmoud El Esseily)
- 2020 : Terga3lena Bel Salama
- 2020 : Forset Omr
- 2021 : Erfaa Edak (27th Men's Handball World Championship, Egypt 2021)
- 2021 : Torabek Ya Palestine
- 2021 : Mesh Temsal
- 2021 : Bahebak
- 2021 : Saaba, Saaba (Club Remix), Saaba (Oriental Remix)
- 2021 : Ya Farha
- 2022 : Ramadan Kareem

## Films
- 2005 : Halat hob
- 2006 : Sayed Al'atify
- 2007 : Omar Wa Salma 1
- 2008 : Captain Hima
- 2009 : Omar Wa Salma 2
- 2010 : Noor Ainy
- 2012 : Omar Wa Salma 3
- 2015 : Ahwak
- 2017 : Tisbah Ala 5ayr
- 2018 : El Badla
- 2019 : Money
- 2021 : Mosh Ana
- 2022 : Bahebak

## Série
- Adam (2011)

- Fark Tawkit (2014)

- Tariki (2015)
- Wala Al Ghalaba (2020, en tant qu'invité)